# Quercus pinnativenulosa
Quercus pinnativenulosa — вид рослин з родини букових (Fagaceae), поширений у східній Мексиці.

## Опис
Це дерево (7)10–15(20) метрів заввишки; стовбур до 50 см у діаметрі. Гілочки без волосся, сіруваті, шовковисті, з непомітними, жовтуватими сочевичками. Листки більш-менш шкірясті, від ланцетних до еліптично-ланцетних, 6–13 × 1.8–3 см; основа гостра, рідко округла; верхівка загострена з довгим кінчиком щетинок, часто по спіралі; край цілий, іноді трохи хвилястий і навіть віддалено підкочений (старі дерева); верх жовтувато-зелений, блискучий, голий; низ без волосся; ніжка гола, 5–17 мм. Період цвітіння: березень — квітень. Чоловічі сережки 6–9 см, нещільні. Жіночі суцвіття 5–8 мм, найчастіше 2-квіткові. Жолуді поодинокі або парні, завдовжки 10–18 мм, ушир 10 мм; чашечка ушир 7–9 мм, з трикутними запушеними лусками, охоплює 1/3 горіха; дозрівають другого року в серпні — жовтні.

## Середовище проживання
Поширений у східній Мексиці, ендемік Східної Сьєрри-Мадре (Ідальго, Нуево-Леон, Оахака, Керетаро, Сан-Луїс-Потосі, Тамауліпас та Веракрус); зростає в сосново-дубовому лісі, дубовому лісі та гірському мезофільному лісі; росте на висотах від 800 до 1600 метрів.

## Загрози
Упродовж останнього століття різні гірські райони Неотропіків зазнали значних і широкомасштабних змін. Деякі з найбільш відомих включають: розчищення лісу для міського та приміського розвитку, випас худоби; заміна природних систем пасовищем, цукровою тростиною, кавою чи іншими культурами; деградація лісу через заготівлі дров і вибіркові рубки.